# Ulla Carlsson
Ulla Carlsson, född 1950 i Ulricehamn, är en svensk medie- och kommunikationsvetare.  

## Biografi
Carlsson disputerade 1998 vid Göteborgs universitet med en avhandling om internationell mediepolitik och blev docent i medie- och kommunikationsvetenskap samma år.  
Hon har publicerat en lång rad böcker, artiklar och rapporter om medieutveckling, mediehistoria, populärkultur, medieteori, mediernas globalisering, ’media literacy’ med mera. 
Carlsson var tidigare direktör för Nordicom (Nordiskt Informationscenter för medie- och kommunikationsforskning) vid Göteborgs universitet. Hon initierade den internationella referee-tidskriften Nordicom Review och Nordicoms bokserier samt etablerade the International Clearinghouse on Children, Youth and Media 1997. 
Hon erhöll 2006 professors namn. Samma år tilldelades hon Wahlgrenska priset och honorerades i jubileumsskriften 60 Women Contributing to the 60 Years of UNESCO.
Hon utnämndes 2015 till UNESCO Chair on Freedom of Expression, Media Development and Global Policy med placering vid Institutionen för journalistik, medier och kommunikation, Göteborgs universitet.
Carlsson blev hedersdoktor vid Tammerfors universitet 2014 och vid Lunds universitet 2015. Hon fick Svenska Unescorådets pris 2019 och samma år även Monismanienpriset. 2022 tilldelades Ulla Carlsson hederspriset inom källkritikspriset Det gyllene förstoringsglaset som Internetstiftelsen och Källkritikbyrån årligen delar ut.